# Мартинес, Роберто
Робе́рто Марти́нес Монтолиу́ (исп. Roberto Martínez Montoliú; род. 13 июля 1973, Балагер, Каталония) — испанский футболист, полузащитник и футбольный тренер. В настоящее время является главным тренером сборной Португалии. Ранее работал в валлийском клубе «Суонси Сити», английских «Уигане» и «Эвертоне», а также сборной Бельгии.

## Карьера футболиста
Мартинес начал карьеру в клубе своего родного города «Балагер» в одном из низших дивизионов Испании. Он выступал за различные молодёжные команды «Балагера», пока в возрасте 16 лет не перебрался в «Сарагосу». 20 июня 1993 года он дебютировал в составе «Сарагосы» в Ла Лиге, выйдя на замену в матче последнего тура против «Атлетико Мадрид». В 1994 году Мартинес вернулся в «Балагер», где отыграл 1 сезон.
25 июля 1995 года Мартинес перебрался в английский клуб «Уиган Атлетик», выступавший тогда в Третьем дивизионе Англии. В течение шести лет он регулярно выходил на поле в стартовом составе. За это время команда сумела победить в Третьем дивизионе и выиграть Трофей Футбольной лиги. Сам Мартинес в два дебютных сезона в «Уигане» включался в команду года в Третьем дивизионе по версии ПФА, а в сезоне 1995/96 был назван игроком года в своей команде.
В 2001 году Мартинес на правах свободного агента перебрался в шотландский «Мотеруэлл», где отыграл один сезон, выйдя на поле в 16 матчах.
В следующем году перешёл в «Уолсолл», но там и вовсе провёл лишь половину сезона, вскоре перебравшись в валлийский «Суонси Сити», где через некоторое время стал капитаном. С 2003 по 2006 он защищал цвета «Суонси». В сезоне 2004/05 команда вместе с Мартинесом сумела выйти из Второй лиги в Первую.
В мае 2006 года на правах свободного агента перешёл в «Честер Сити», за который играл до февраля 2007 года, когда закончил игровую карьеру и вернулся в «Суонси» на должность главного тренера.

## Карьера тренера

### «Суонси Сити»
В феврале 2007 года руководство «Суонси Сити» предложило Мартинесу должность главного тренера команды. В дебютном сезоне под руководством Мартинеса «лебеди» потерпели лишь одно поражение в 11 матчах, но в итоге остановились в шаге от зоны плей-офф. В первом же полном сезоне в «Суонси» Мартинес сумел сделать команду победителем Первой лиги. Таким образом, клуб впервые за 24 года достиг чемпионшипа, а сам Мартинес был признан тренером года в Первой лиге по версии LMA. В апреле 2008 года Мартинес подписал со «Суонси» новый долгосрочный контракт.
«Суонси» Мартинеса продолжил показывать достойный футбол и уровнем выше в системе футбольных лиг Англии: в дебютном сезоне валлийцы заняли в чемпионшипе восьмое место, остановившись лишь в двух шагах от зоны плей-офф. Успехи молодого тренера не остались незамеченными, и в июне 2009 года «Селтик» и «Уиган Атлетик» сделали в «Суонси» запрос о возможности ведения переговоров с Мартинесом. Через несколько дней переговоров Роберто возглавил клуб Премьер-лиги «Уиган».

### «Уиган Атлетик»

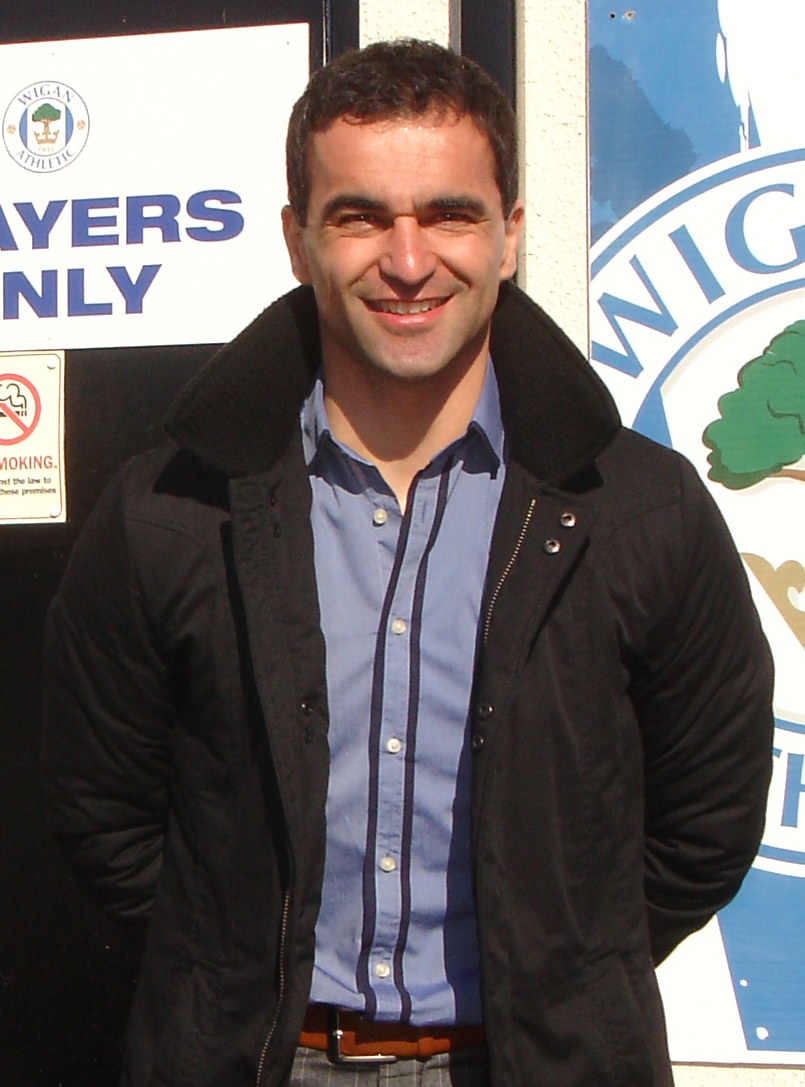
Роберто Мартинес в 2010 году

Многие поклонники «Суонси» осудили переход Мартинеса в другой клуб, так как прежде он давал комментарии, что покинет валлийский клуб только если будет уволен. По словам самого Мартинеса, ему трудно далось это решение, но возможность управлять в Премьер-лиге клубом, в котором началась его британская карьера, была слишком заманчивой.
Первый матч под руководством Мартинеса «Уиган» провёл 15 августа 2009 года, в гостях победив «Астон Виллу» со счётом 2:0. Правда, за этим выездным успехом последовали две домашних неудачи: сначала «лэтикс» уступили со счётом 0:1 «Вулверхэмптону», а затем оказались разгромлены «Манчестер Юнайтед» 0:5. Дебютный сезон Мартинеса в Премьер-лиги получился крайне неоднозначным: с одной стороны, клуб смог добиться ряда домашних побед над признанными лидерами английского футбола: «Челси», «Ливерпулем» и «Арсеналом»; с другой, промежуточные успехи сопровождались тяжелейшими поражениями, самые крупные из которых клуб потерпел от «Тоттенхэма» (1:9) и «Челси» (0:8). В итоге «Уиган» закончил сезон на 16 месте, сумев остаться в АПЛ, однако разница мячей −42 была худшей в лиге.
На 16 месте в чемпионате закончил «Уиган» и следующий сезон. 10 июня 2011 года было объявлено, что Мартинес отклонил предложение возглавить «Астон Виллу» и продлил контракт с «Уиганом».
Сезон 2011/12 получился для «Уигана» крайне сложным: в трёх стартовых турах клуб смог взять 5 очков, однако после этого последовала серия из 8 поражений подряд. В первых 29 турах, «лэтикс» победили лишь в 4 играх и казалось, что вылет из АПЛ неизбежен, однако в последних 9 играх команда преобразилась и одержала 7 побед, в том числе в гостях над «Ливерпулем», дома над «Манчестер Юнайтед» и в гостях над «Арсеналом». В итоге «Уиган» финишировал на 15 строке турнирной таблицы, а Мартинес в апреле 2012 года впервые в карьере был признан тренером месяца АПЛ.
17 мая 2012 года владелец «Уигана» Дейв Уилан подтвердил, что Мартинес получил разрешение вести переговоры с «Ливерпулем», однако в итоге должность главного тренера «красных» занял Брендан Роджерс из «Суонси».
Крайне неоднозначным получился для «Уигана» Мартинеса сезон 2012/13. 11 мая 2013 года клуб впервые в своей истории сумел завоевать Кубок Англии, победив в финале «Манчестер Сити» со счётом 1:0. Победный гол в компенсированное время забил Бен Уотсон. Однако уже через три дня болельщиков «Уигана» ждало разочарование: проиграв «Арсеналу» со счётом 1:4, «лэтикс» покинули Премьер-лигу.

### «Эвертон»

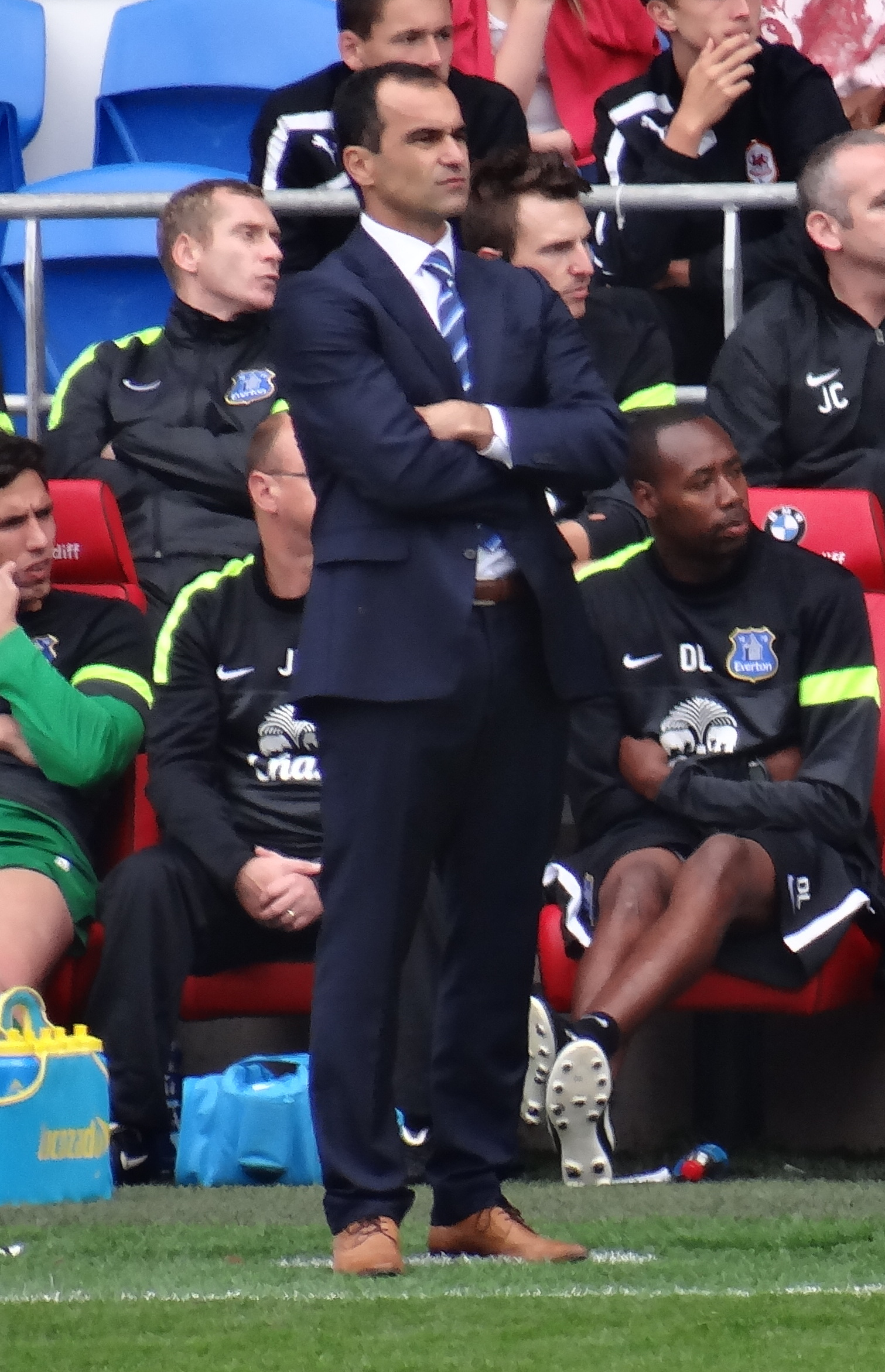
Роберто Мартинес с бровки наблюдает за матчем «Эвертона»

28 мая 2013 года владелец «Уигана» Дейв Уилан заявил, что Мартинес получил разрешение клуба вести переговоры с «Эвертоном» о назначении на ставшую вакантной после перехода Дэвида Мойеса в «Манчестер Юнайтед» должность главного тренера.
5 июня 2013 года «Эвертон» после подписания контракта на 4 года объявил о назначении Мартинеса на должность главного тренера. Таким образом, он стал первым тренером не из Великобритании или Ирландии за всю историю клуба. За переход Мартинеса клуб из Ливерпуля заплатил 1,5 миллиона фунтов стерлингов. Вместе с Мартинесом на «Гудисон Парк» перебрался и его тренерский штаб из «Уигана»: ассистент главного тренера Грэм Джонс, тренер вратарей Иньяки Бергара, тренер по физподготовке Ричард Эванс и главный скаут Кевин Ривз.
Первый официальный матч в качестве главного тренера «ирисок» Мартинес провёл 17 августа: выездная игра против «Норвич Сити» завершилась вничью 2:2. Первой победы в «Эвертоне» в Премьер-лиге Мартинесу удалось добиться 14 сентября, когда команда на своём поле сумела переиграть «Челси» со счётом 1:0. Гостевая победа над «Вест Хэмом» со счётом 3:2 в следующем туре означала, что Мартинес стал первым тренером в истории клуба, который не потерпел поражений в своих первых шести матчах в «Эвертоне».
По итогам дебютного сезона Мартинеса в «Эвертоне» клуб занял пятую строчку в турнирной таблице Английской Премьер-лиги и впервые за четыре года завоевал место в еврокубках. Кроме того, «Эвертон» обновил собственные рекорды по количеству набранных очков (72) и одержанных побед (21) в эпоху Премьер-лиги. 13 июня 2014 года стало известно, что Мартинес продлил свой контракт с «Эвертоном», который теперь будет действовать до 2019 года. Однако два последующих сезона (2014/15 и 2015/16) команда не поднималась выше 11-го места, и «Эвертон» принял решение уволить Мартинеса.

### Сборная Бельгии
3 августа 2016 года Королевская бельгийская футбольная ассоциация объявила о назначении Мартинеса главным тренером национальной сборной этой страны. 1 сентября в дебютном матче под руководством Мартинеса бельгийцы со счётом 0:2 уступили сборной Испании, после чего сборная начала рекордную в своей истории 24-матчевую беспроигрышную серию: в следующий раз команда проиграла только 10 июля 2018 года в полуфинале чемпионата мира сборной Франции.
Отборочный турнир к чемпионату мира 2018 бельгийцы под руководством Мартинеса прошли очень уверенно: в 10 матчах было одержано девять побед, а ещё один матч завершился с ничейным результатом. Разница забитых и пропущенных мячей команды в отборе — 43:6. 3 сентября 2017 года именно бельгийцы стали первой командой от УЕФА, гарантировавшей себе участие в чемпионате мира (кроме хозяев турнира — сборной России).
На самом «мундиале» бельгийцы сумели одержать три победы в группе (над Панамой, Тунисом и Англией), став одной из трёх сборных (наряду с Уругваем и Хорватией), сумевшей набрать максимальное количество очков. В матче 1/8 финала турнира бельгийцы сумели обыграть сборную Японии со счётом 3:2, уступая по ходу матча 0:2. Это был первый матч в плей-офф чемпионатов мира за 48 лет, в котором команда сумела победить уступая в два мяча. В четвертьфинале чемпионата сборная Бельгии со счётом 2:1 обыграла Бразилию и во второй раз истории пробилась в полуфинал «мундиаля», где уступила сборной Франции (0:1). В матче за третье место бельгийцы второй раз за турнир обыграли сборную Англии и впервые в истории завоевали медали чемпионатов мира.
В отборочных матча на Евро-2020 бельгийцы сумели выиграть все десять матчей в своей группе, а также с 40 забитыми голами стали самой результативной командой отборочного турнира, пропустив при этом всего трижды. Таким образом, подопечные Мартинеса стали первыми, кому удалось квалифицироваться в финальную часть турнира. В финальной части турнира бельгийцы уверенно преодолели групповой этап, одержав три победы и пропустив лишь один гол, а в 1/8 финала одолели действующих чемпионов Европы сборную Португалии. Однако в четвертьфинале со счётом 1:2 подопечные Мартинеса уступили будущим победителям турнира итальянцам.
Отборочный турнир к чемпионату мира в Катаре бельгийцы вновь прошли очень уверенно, одержав шесть побед в восьми матчей, а ещё два завершив вничью. На «мундиале» подопечные Мартинеса стартовали с победы над сборной Канады, но затем сенсационно уступили сборной Марокко, а в решающем матче не сумели обыграть сборную Хорватии, завершив матч со счётом 0:0. В результате впервые под руководством Мартинеса бельгийцы не сумели выйти в плей-офф крупного турнира. 1 декабря 2022 года, сразу после завершения матча с хорватами Мартинес подал в отставку с поста главного тренера.

### Сборная Португалии
9 января 2023 года Португальская футбольная федерация объявила о назначении Мартинеса главным тренером национальной сборной этой страны. В первом матче под руководством Мартинеса португальцы со счётом 4:0 разгромили сборную Лихтенштейна. Сборная Португалии успешно прошла квалификацию на Евро 2024, одержав победы во всех 10 матчах отборочного турнира с общим счётом 36:2.

## Личная жизнь
В июне 2009 года Мартинес женился на своей шотландской девушке Бет Томпсон в Соборе Св. Иосифа в Суонси. Они были вместе на протяжении семи лет, с тех пор как Роберто встретил её в Шотландии во время выступлений за «Мотеруэлл» в 2002 году. У них есть дочь Луэлья.

## Достижения

### В качестве игрока
«Реал Сарагоса»
- Обладатель Кубка Испании: 1993/94

«Уиган Атлетик»
- Чемпион Третьего дивизиона: 1996/97
- Обладатель Трофея Футбольной лиги: 1998/99

«Суонси Сити»
- Обладатель Трофея Футбольной лиги: 2005/06

### В качестве тренера
«Суонси Сити»
- Чемпион Первой Футбольной лиги: 2007/08

«Уиган Атлетик»
- Обладатель Кубка Англии: 2012/13

Сборная Бельгии
- Бронзовый призёр чемпионата мира: 2018

Сборная Португалии
- Победитель Лиги наций УЕФА: 2024/25

### Индивидуальные достижения
- Член команды года в Третьем дивизионе по версии ПФА (2): 1995/96, 1996/97
- Игрок года ФК «Уиган Атлетик»: 1995/96
- Тренер года в Первой Футбольной лиге по версии LMA: 2007/08
- Тренер месяца английской Премьер-лиги: апрель 2012

## Статистика

### Клубная
| Клуб             | Сезон            | Лига | Лига | Кубки | Кубки | Еврокубки | Еврокубки | Прочее | Прочее | Итого | Итого |
| Клуб             | Сезон            | Игры | Голы | Игры  | Голы  | Игры      | Голы      | Игры   | Голы   | Игры  | Голы  |
| ---------------- | ---------------- | ---- | ---- | ----- | ----- | --------- | --------- | ------ | ------ | ----- | ----- |
| Реал Сарагоса    | 1993/94          | 1    | 0    | 1     | 0     | 0         | 0         | 0      | 0      | 2     | 0     |
| Реал Сарагоса    | Итого            | 1    | 0    | 1     | 0     | 0         | 0         | 0      | 0      | 2     | 0     |
| Уиган Атлетик    | 1995/96          | 42   | 9    | 6     | 4     | 0         | 0         | 2      | 0      | 50    | 13    |
| Уиган Атлетик    | 1996/97          | 43   | 4    | 3     | 0     | 0         | 0         | 1      | 1      | 47    | 5     |
| Уиган Атлетик    | 1997/98          | 33   | 1    | 3     | 1     | 0         | 0         | 3      | 0      | 39    | 2     |
| Уиган Атлетик    | 1998/99          | 10   | 0    | 3     | 0     | 0         | 0         | 1      | 0      | 14    | 0     |
| Уиган Атлетик    | 1999/00          | 25   | 3    | 5     | 0     | 0         | 0         | 3      | 1      | 33    | 4     |
| Уиган Атлетик    | 2000/01          | 34   | 0    | 7     | 0     | 0         | 0         | 2      | 0      | 43    | 0     |
| Уиган Атлетик    | Итого            | 187  | 17   | 27    | 5     | 0         | 0         | 12     | 2      | 226   | 24    |
| Мотеруэлл        | 2001/02          | 16   | 0    | 0     | 0     | 0         | 0         | 0      | 0      | 16    | 0     |
| Мотеруэлл        | Итого            | 16   | 0    | 0     | 0     | 0         | 0         | 0      | 0      | 16    | 0     |
| Уолсолл          | 2002/03          | 6    | 0    | 0     | 0     | 0         | 0         | 0      | 0      | 6     | 0     |
| Уолсолл          | Итого            | 6    | 0    | 0     | 0     | 0         | 0         | 0      | 0      | 6     | 0     |
| Суонси Сити      | 2002/03          | 19   | 2    | 0     | 0     | 0         | 0         | 0      | 0      | 19    | 2     |
| Суонси Сити      | 2003/04          | 27   | 0    | 3     | 0     | 0         | 0         | 0      | 0      | 30    | 0     |
| Суонси Сити      | 2004/05          | 37   | 0    | 3     | 0     | 0         | 0         | 2      | 0      | 42    | 0     |
| Суонси Сити      | 2005/06          | 39   | 2    | 2     | 0     | 0         | 0         | 7      | 0      | 48    | 2     |
| Суонси Сити      | Итого            | 122  | 4    | 8     | 0     | 0         | 0         | 9      | 0      | 139   | 4     |
| Честер Сити      | 2006/07          | 31   | 3    | 6     | 0     | 0         | 0         | 1      | 0      | 38    | 3     |
| Честер Сити      | Итого            | 31   | 3    | 6     | 0     | 0         | 0         | 1      | 0      | 38    | 3     |
| Всего за карьеру | Всего за карьеру | 363  | 24   | 42    | 5     | 0         | 0         | 22     | 2      | 427   | 31    |

### Тренерская
| Команда            | Начало работы   | Завершение работы | Показатели | Показатели | Показатели | Показатели | Показатели |
| Команда            | Начало работы   | Завершение работы | М          | В          | Н          | П          | %          |
| ------------------ | --------------- | ----------------- | ---------- | ---------- | ---------- | ---------- | ---------- |
| Суонси Сити        | 25 февраля 2007 | 15 июня 2009      | 126        | 63         | 37         | 26         | 050,00     |
| Уиган Атлетик      | 15 июня 2009    | 5 июня 2013       | 175        | 51         | 47         | 77         | 029,14     |
| Эвертон            | 5 июня 2013     | 12 мая 2016       | 143        | 61         | 39         | 43         | 042,66     |
| Сборная Бельгии    | 3 августа 2016  | 1 декабря 2022    | 79         | 56         | 13         | 10         | 070,89     |
| Сборная Португалии | 9 января 2023   |                   | 30         | 21         | 5          | 4          | 070,00     |
| Итого              | Итого           | Итого             | 553        | 252        | 141        | 160        | 045,57     |